# ヘスス・ロペス＝コボス
ヘスス・ロペス＝コボス（スペイン語: Jesús López-Cobos, 1940年2月25日 - 2018年3月2日）は、スペインの指揮者。

## 経歴
サモーラ県トーロの出身。マドリード総合大学哲学科にて学位を取得。卒業後にフランコ・フェラーラ、ウィーン音楽院でハンス・スワロフスキーに指揮を師事。
1981年から1990年までベルリン・ドイツ・オペラの総監督を、1984年から1988年までスペイン国立管弦楽団の音楽監督を務めた。1986年から2000年までシンシナティ交響楽団の、1990年から2000年までローザンヌ室内管弦楽団の首席指揮者も担当。2003年にはマドリード王立劇場の音楽監督に転身した。
2018年3月2日、ドイツ・ベルリンにて逝去。78歳没。